# Hesperocordulia berthoudi
Hesperocordulia berthoudi är en trollsländeart som beskrevs av Tillyard 1911. Hesperocordulia berthoudi ingår i släktet Hesperocordulia och familjen skimmertrollsländor. Inga underarter finns listade i Catalogue of Life.